# Zeheba
Zeheba is een geslacht van vlinders van de familie spanners (Geometridae), uit de onderfamilie Ennominae.

## Soorten
- Z. dystactocrossa Prout, 1929
- Z. lucidata (Walker, 1866)
- Z. respectabilis Prout, 1926
- Z. spectabilis Butler, 1877